# Calypsoeae
Calypsoeae es una tribu de la subfamilia Epidendroideae de la familia Orchidaceae. 
Los orquídeas de la tribu Calypsoeae son en su mayoría de tamaño pequeño con pseudobulbo. Las flores tienen un ginostemo complejo con una antera con un viscidio y cuatro polinias.
Es originaria de las regiones templadas de Europa, Asia y América. Dos géneros se encuentran en Europa: Corallorhiza y Calypso. 

## Géneros
El siguiente esquema  se basa en Van den Berg et al en el 2005:
Contiene los siguientes géneros:
- Géneros: Aplectrum  - Calypso  - Changnienia  - Corallorhiza  - Cremastra  - Dactylostalix  - Didiciea  - Ephippianthus  - Govenia  - Oreorchis  - Tipularia  - Yoania  - Wullschlaegelia